# John Otway

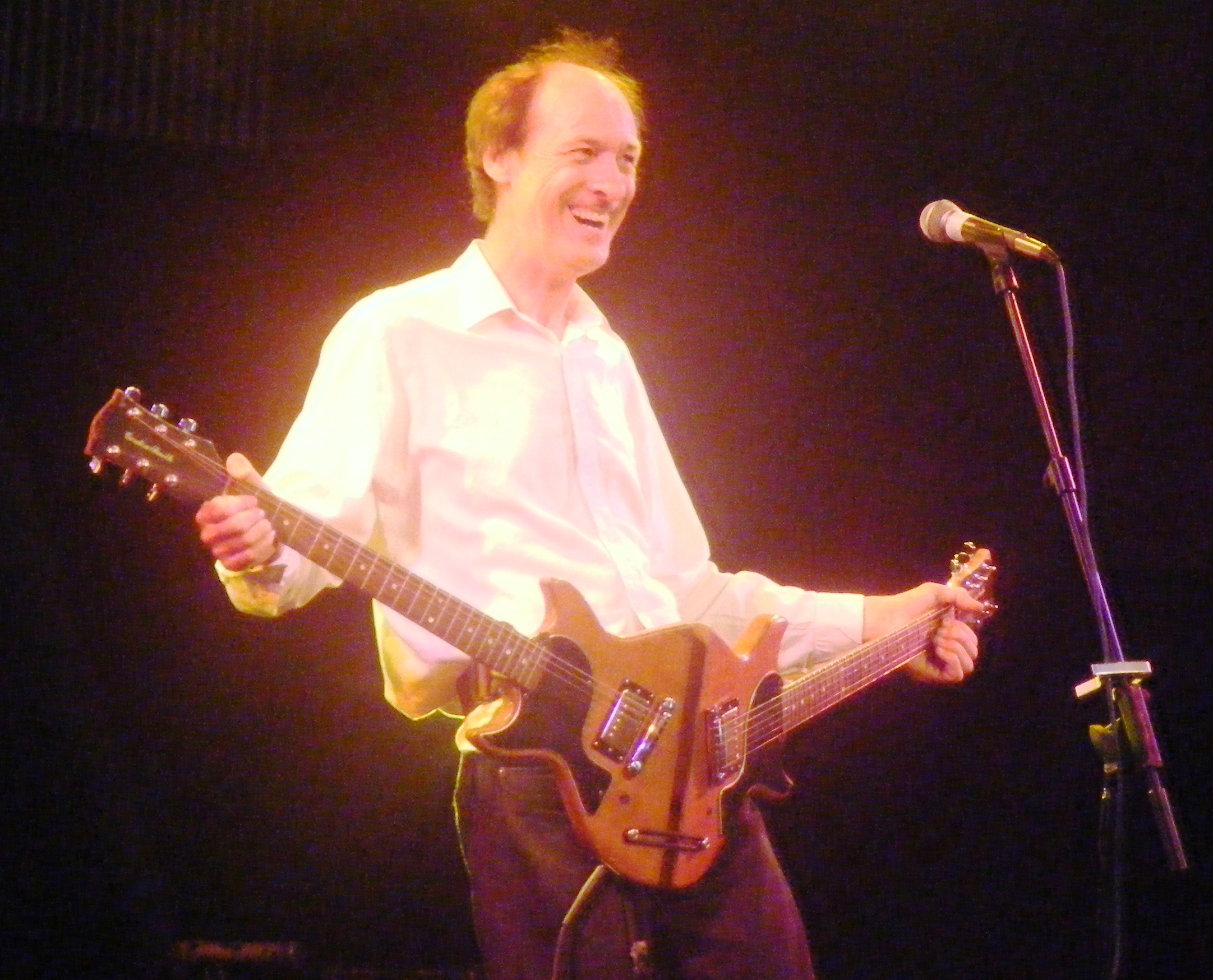
John Otway

John Otway (* 2. Oktober 1952 in Aylesbury) ist ein britischer Songtexter und Sänger. Er besitzt ein kleines, aber treues Publikum. Seine erste erfolgreiche Single Really Free erschien 1977, als Punkrock gerade aktuell war. Sie erreichte in britischen Single-Charts den 27. Platz. Daraufhin erhielt er von Polydor einen Vertrag über fünf Musikalben.
An seinem 50. Geburtstag wurde Otway gefragt, was er sich wünsche. Er antwortete: „A second hit“ (einen zweiten Hit). Auf einem Konzert wurde vom Publikum Bunsen Burner für einen Versuch ausgewählt. Damit erreichte er den 9. Platz in Großbritannien und einen Auftritt bei Top Of The Pops.

## Diskographie
- John Otway & Wild Willy Barrett – John Otway & Wild Willy Barrett (1977) Album
- Deep & Meaningless – John Otway & Wild Willy Barrett (1978) Album
- Where Did I Go Right – John Otway (1979) Album
- Way & Bar – John Otway & Wild Willy Barrett (1980) Album
- Gone With The Bin – The Best Of Otway And Barrett (1981) Compilation
- All Balls and No Willy – John Otway (1982) Album
- The Wimp and The Wild – John Otway & Wild Willy Barrett (1989) Album
- Cheryl A Rock Opera – John Otway & Attila the Stockbroker (1991) Album
- Under The Covers and Over The Top – John Otway (1992) Album
- Premature Adulation – John Otway (1995) Album
- OT-AIR – John Otway (2004) Album
- Bunsen Burner – The Album – John Otway (2006) Album